# Jachad (nefunkční politická strana)
Jachad (hebrejsky: יחד, doslova: „Společně“) byla izraelská centristická politická strana. Nemá nic společného se současnou izraelskou politickou stranou Merec.

## Pozadí
Stranu vytvořil před volbami v roce 1984 Ezer Weizman. Weizman byl dříve členem Knesetu za stranu Cherut (potažmo Gachal), ale ze strany byl vyloučen pro své holubičí postoje vůči mírovému procesu a osadám na Západním břehu a za zvažování založení nové strany s Moše Dajanem.
Strana ve volbách získala tři mandáty, které si mezi sebe rozdělili Weizman, Benjamin Ben Eliezer a Šlomo Amar. Strana byla pozvána do vlády národní jednoty Jicchaka Šamira a Weizman získal post ministra bez portfeje.
Zhruba v polovině funkčního období se strana sloučila se stranou Ma'arach, ze které se v roce 1992 stala dnešní Strana práce. Weizman se v roce 1988 stal ministrem vědy a technologie a v letech 1993 až 2000 byl izraelským prezidentem. Ben Eliezer od té doby sloučil jako ministr bydlení a výstavby, ministr komunikací, ministr obrany a ministr národní infrastruktury. Amar v následujících volbách svůj mandát neobhájil.